# Monty on the Run
Monty on the Run ist ein Jump-’n’-Run-Videospiel in Seitenansicht (Platformer), das 1985 von Gremlin Graphics entwickelt und für die damals gängigen 8-Bit-Heimcomputersysteme vertrieben wurde. Es ist der dritte Teil der Monty-Mole-Spieleserie.

## Handlung
Nachdem er führend in einen Bergarbeiterstreik verwickelt und zu einer Haftstrafe verurteilt worden war, bricht der Minenarbeiter Monty Mole aus dem Scudmore Prison aus, muss vor den Behörden flüchten und versucht, sich nach Kontinentaleuropa zu retten. Das Spielende, so es der Spieler erreicht, zeigt, wie Monty eine Fähre nach Frankreich betritt. Der vierte Teil der Spielereihe, Auf Wiedersehen Monty, setzt hier ein.

## Spielprinzip und Technik
In typischer Platformer-Manier muss der Spieler durch zahlreiche Räume laufen und springen und dabei Feinden ausweichen. Zusätzlich gilt es, Geldmünzen aufzusammeln und einige Puzzles zu lösen.
Auf dem Startbildschirm des Spiels muss der Spieler fünf Gegenstände aus einer Liste von 21 auswählen, die er dann während des Spiels mit sich führt. An bestimmten Stellen des Spiels sind bestimmte Gegenstände vonnöten, um voranzukommen. Da die Gegenstände auf dem Startbildschirm nicht näher erläutert werden, sondern nur im Handbuch, stellt diese Maßnahme einen Kopierschutz dar.

## Entwicklungs- und Veröffentlichungsgeschichte
Die Musik des Spiels stammt von Rob Hubbard. Das Titelstück wurde von Skytopia zum „all-time top C64 game tune“ gewählt. Als Inspiration diente das Stück The Devil’s Gallop von Charles Williams.
1987 produzierte Jaleco ein Remake des Spiels für das Famicom Disk System, das nur in Japan vertrieben wurde. Das Spiel hieß Monty's Great Heart-pounding Escape (モンティのドキドキ大脱走 Monti no Doki Doki Dai Dassō) und wurde inhaltlich stark verändert: Ein humanoider Protagonist muss einem Gefängnis entfliehen und durchquert dabei mehrere mesoamerikanische Tempelanlagen. Das Gameplay erinnert an Super Mario Bros. Referenzen an das Ursprungsspiel bestehen nur noch aus dem Titel, dem Copyright-Hinweis auf dem Startbildschirm und aus der Titelmusik. Das Spiel wurde nie für westliche Systeme (NES) konvertiert.
Im Juli 2022 veröffentlichte das britische Unternehmen Pixel Games eine auf modernen Windows-PCs lauffähige Version der Spectrum-Version des Spiels über die Online-Distributionsplattform Steam.

## Rezeption
Die deutsche Aktueller Software Markt bezeichnete Monty on the Run als farbenprächtiges, sehr gut gelungenes Spiel, dessen von Rob Hubbard komponierter Soundtrack „mit Abstand zum Besten“ gehöre, was Redakteur Bernd Zimmermann je gehört habe. Die britische Your Spectrum bescheinigte dem Spiel Dynamik und einen hohen Spaßfaktor, drei Redakteure vergaben je 9 von 10 Punkten. Your Sinclair lobte Grafik und Gameplay, kritisierte unvorhersehbare Tode durch Zufallselemente und vergab 81 von 100 Punkten. Crash lobte den Detailreichtum sowie die Adventure-Elemente und vergab 94 %.